# Буань, Бенуа де
Граф Бенуа де Буань, при рождении Леборн (фр. Benoît de Boigne, Leborgne; 24 марта 1751, Шамбери, Савойя, Сардинское королевство — 21 июня 1830, Шамбери) — савойский авантюрист, наживший своё состояние в Индии, и председатель генерального совета департамента Монблан при императоре Наполеоне I.
Сын лавочников, он получил практическое образование в разных европейских полках. Добился успеха в Индии, вступив на службу Махаджи Шинде, маратхского правителя государства Гвалиор. Шинде поручил ему организацию армии. Он стал её генералом, обучил и командовал войском численностью около 100 000 человек, организованным по европейскому образцу, что позволило Государству маратхов доминировать в Северной Индии и стать последним коренным государством Индостана, которое противостояло Британской империи. Наряду с карьерой в армии он также работал в торговле и администрации. Среди других титулов, он стал джагиром, что дало ему огромные земельные владения в Индии.
Затем он вернулся в Европу, сначала в Англию, где он женился на французской эмигрантке после того, как отказался от своей первой персидской жены. Далее он отправился во Францию и, наконец, обратно в Савойю (тогда независимое королевство). В конце своей жизни он занимался благотворительностью в Шамбери, где он родился. Король Пьемонта-Сардинии дал ему титул графа.

## Ранние годы
Родился 24 марта 1751 года в Шамбери, в Савойе, в семье торговца мехом. Его дед по отцовской линии, родившийся в Бурнейе в Пикардии, переехал в Шамбери, в Савойское герцогство, в начале XVIII века. Он открыл меховую лавку на улице Тюпен в Шамбери. В 1709 году дед женился на Клодин Латуд, родившейся в 1682 году. У них было тринадцать детей, из которых только четверо достигли двадцати лет, и 
Его отец, Жан-Батист Леборн, родившийся в 1718 году, часто ездил по делам на дикие меховые рынки и привозил оттуда медвежьи шкуры, меха лисы, бобра и куницы, а также многие другие шкуры животных. Иногда он путешествовал до Шотландии и мечтал попасть в Индию. Его жена была против, но он передал свою мечту сыну.
Его мать, Элен Габе, родилась в 1744 году в семье нотариусов, тесно сотрудничавших с Сенатом Савойи. Хотя её семья была недовольна её браком с торговцем мехом, они приняли его.

## Ранняя военная карьера
Буань начал свою военную карьеру на севере Франции в 1768 году, в качестве рядового солдата Ирландского полка Людовика XV, под командованием лорда Клэра. Этот полк состоял в основном из ирландских эмигрантов, которые не хотели служить англичанам. В то время ирландские католики были лишены гражданских прав в своей стране, в соответствии с антикатолическими уголовными законами. В этот период многие ирландцы уехали из Ирландии в католические страны Европы или Северной Америки. В полку он изучил английский язык и основы армейской жизни. Он слушал военные рассказы своих старших офицеров, особенно майора Дэниела Чарльза О’Коннелла об Индии. Много лет спустя он снова встретил О’Коннелла в Англии и через него познакомился со своей будущей женой Адель.
Находясь в Ирландском полку, Леборн принял участие в нескольких кампаниях, в ходе которых он прошел через Европу, а также посетил острова в Индийском океане, включая остров Бурбон (ныне Реюньон). В 1773 году, в возрасте 22 лет он ушёл из армии. В Европе царил мир, и его шансы на продвижение по службе были невелики.

## Военная слава и удача в Индии
В конце XVIII века могущественная Держава маратхов постепенно рушилась. Британцы одерживали победы над своими португальскими, французскими и голландскими соперниками в Индии. Британская Ост-Индская компания была самой мощной военной и экономической силой и доминировала над индийскими княжетвами. Англичане создали мощную колониальную администрацию, находящуюся под контролем Британской Короны. Многие европейцы извлекали выгоду из политической неразберихи в Индии, предлагая свои услуги в качестве наемников индийским принцам и сами становясь богатыми купцами. Европейцы обладали богатым военным опытом европейских войн, знанием производства оружия, особенно пушек, и новых военных стратегий.

### Прибытие в Индию
В 1778 году Буань прибыл в индийский порт Мадрас (ныне Ченнаи). Он был беден и, чтобы заработать на жизнь, учил фехтованию. Во время обучения он познакомился с племянником британского губернатора города, сэром Томасом Рамболдом. Ему предложили должность офицера в 6-м батальоне сипаев, укомплектованном местными жителями. Он согласился, постепенно изучил местные обычаи и начал обучать сипаев. Он прожил в Мадрасе четыре года. Он был амбициозен и решил отправиться в Дели на севере Индии, де находился двор могольского императора Шаха Алама II. Маратхи и раджпуты нанимали европейцев и давали им командование своими армиями. Новый губернатор, лорд Маккартни, вручил Леборну рекомендательные письма для губернатора провинции Бенгалия в Калькутте, и он отплыл туда.
В январе 1783 года он начал своё путешествие. Он путешествовал по многим крайне бедным деревням, узнавая о культуре и религии Индии и отмечая различные мусульманские и индуистские кварталы в разных местах. Вскоре он согласился поступить на службу к маратхам. Ему было поручено организовать пушечный завод в Агре, а также оборудовать и вооружить двух батальона, общей численностью 7000 человек. С этого времени он быстро стал влиятельным человеком. Одним из первых действий под его командованием был захват в октябре 1783 году цитадели Калинджар в районе Бунделькханда. В течение следующих нескольких лет было много сражений между маратхами, моголами, качвахами и ратхорами.

## Генерал на службе Маратхской империи, обладатель титула джагир
Он стал главнокомандующим и генералом. Чтобы иметь возможность платить своим людям, Махаджи Шинде дал своему новому генералу джагир, феодальное владение, данное на всю жизнь его владельцу, в обмен на плату в имперскую казну. После смерти своего владельца джагир возвращался к другому достойному офицеру. Доходы от джагира позволили офицеру платить своим людям. Бенуа де Буань получил Доаб, равнинный регион в Уттар-Прадеше. Эта равнина была покрыта джунглями и включала несколько городов, таких как Меерут, Коал и Алигарх. Ему пришлось использовать часть своих сбережений, чтобы обновить эту новую землю. Он построил цитадель и хранилища. Военный лагерь, который он построил, был очень европейским. Для работы с новой бригадой он нанял Другона из Савойи, Сангстера из Шотландии, Джона Хессинга, из Голландии, а также двух французов, Фремона и Пьера Куйе-Перрона, немца по имени Энтони Польманн и итальянца Майкла Филозе. Административным и военным языком стал французский, а флаг Савойя, красный с белым крестом, стал флагом новой бригады. Из-за своего высокого ранга Шинде обязал его иметь личную охрану, и Бенуа выбрал 400 сикхов и персов. Сама бригада состояла примерно из девяти батальонов пехоты, каждая со своей артиллерией. Артиллерийская бригада насчитывала около пятидесяти бронзовых пушек, из которых половина была крупнокалиберной и перевозилась на волах, а остальные части — на слонах и верблюдах. Бригада де Буана также изобрела оружие, состоящее из шести мушкетных стволов, соединенных вместе. Бригаду поддерживали 3000 элитных кавалеристов, 5000 слуг, плотники, кузнецы и другие. Новшеством для Индии стал корпус скорой помощи, отвечающий за спасение раненых солдат, в том числе солдат противника. Де Буань также приобрел боевого слона по имени Бхопал. Отряд был готов в 1790 году.